# Liste der Baudenkmale in Fünfseen
In der Liste der Baudenkmale in Fünfseen sind alle denkmalgeschützten Bauten der Gemeinde Fünfseen (Mecklenburg-Vorpommern) und ihrer Ortsteile aufgelistet. Grundlage ist die Veröffentlichung der Denkmalliste des Landkreises Mecklenburgische Seenplatte (Auszug) vom 28. September 2016.

## Baudenkmale nach Ortsteilen

### Adamshoffnung
| ID | Lage                       | Bezeichnung  | Beschreibung | Bild |
| -- | -------------------------- | ------------ | ------------ | ---- |
| 1  | An den Teichen 14/14A      | Gutshaus mit |              |      |
| 1  | An den Teichen 5           | 1. Speicher  |              |      |
| 1  | An den Teichen 6           | 2. Speicher  |              |      |
| 2  | An den Teichen 12, 12A, 13 | Kate         |              |      |

### Grüssow
| ID  | Lage                   | Bezeichnung                  | Beschreibung | Bild           |
| --- | ---------------------- | ---------------------------- | ------------ | -------------- |
| 216 | Hauptstraße 1          | Pfarrhaus                    |              |                |
| 217 | Hof 13-14-15           | Gutsanlage mit Gutshaus      |              |                |
| 217 | Hofstraße              | u. Reste des Parks           |              |                |
| 218 | Hauptstraße 25 (Karte) | Kirche mit                   |              | Weitere Bilder |
| 218 |                        | Kirchhofsmauer aus Feldstein |              |                |

### Kogel
| ID  | Lage             | Bezeichnung           | Beschreibung | Bild |
| --- | ---------------- | --------------------- | ------------ | ---- |
| 302 | Am Seeufer 13/15 | Stall des ehem. Gutes |              |      |

### Lenz-Süd
| ID  | Lage                                      | Bezeichnung                 | Beschreibung | Bild                        |
| --- | ----------------------------------------- | --------------------------- | ------------ | --------------------------- |
| 344 | "Lenz-Süd 3 ""Gutshaus am Lenz""" (Karte) | Wohnhaus und                |              | Wohnhaus und                |
| 344 | "Lenz-Süd 3 ""Gutshaus am Lenz""" (Karte) | Tor                         |              | Tor                         |
| 345 | (am Kanal) (Karte)                        | Widerlager der ehem. Brücke |              | Widerlager der ehem. Brücke |

### Petersdorf
| ID | Lage      | Bezeichnung              | Beschreibung | Bild |
| -- | --------- | ------------------------ | ------------ | ---- |
| 3  | Zum See 1 | Forsthaus                |              |      |
| 4  | Gartenweg | Kriegerdenkmal 1914/1918 |              |      |

### Rogeez
| ID  | Lage         | Bezeichnung        | Beschreibung                                          | Bild         |
| --- | ------------ | ------------------ | ----------------------------------------------------- | ------------ |
| 809 | Parkallee 28 | Gutshaus mit       | 1-gesch., 13-achs. Putzbau mit 2-gesch. Mittelrisalit | Gutshaus mit |
| 809 | Parkallee 28 | Resten des Parks   |                                                       |              |
| 810 | Parkallee 38 | ehemalige Schmiede |                                                       |              |

### Satow
| ID  | Lage           | Bezeichnung                            | Beschreibung | Bild                     |
| --- | -------------- | -------------------------------------- | ------------ | ------------------------ |
| 819 | Dorfstraße 5/6 | Pfarrhaus                              |              |                          |
| 820 | Im Dorfe       | Kirche mit                             |              | Weitere Bilder           |
| 820 | Im Dorfe       | Kirchhofsmauern und                    |              |                          |
| 820 | Im Dorfe       | Portalpfeilern und                     |              |                          |
| 820 | Im Dorfe       | Grabstellen der Familie von Flotow und |              |                          |
| 820 | Im Dorfe       | Glockenstuhl                           |              |                          |
| 821 | Am Kirchsteg   | Kriegerdenkmal 1914/1918               |              | Kriegerdenkmal 1914/1918 |

## Quelle
- Karte der Baudenkmale im Geoportal des Landkreises